# Leptodactylus ventrimaculatus
Leptodactylus ventrimaculatus är en groddjursart som beskrevs av George Albert Boulenger 1902. Leptodactylus ventrimaculatus ingår i släktet Leptodactylus och familjen tandpaddor. IUCN kategoriserar arten globalt som livskraftig. Inga underarter finns listade i Catalogue of Life.